# Ткачик золотий

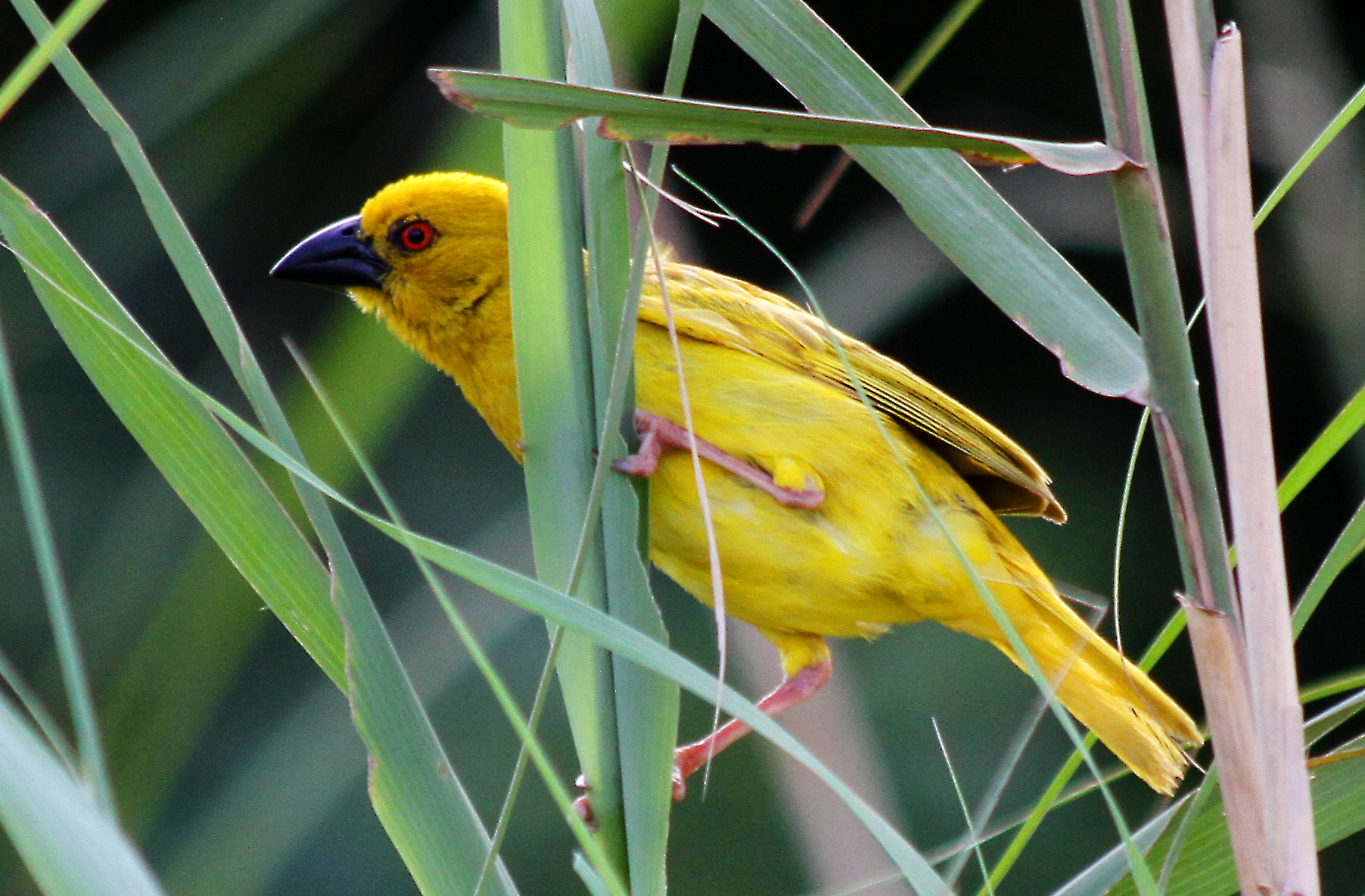
Золотий ткачик

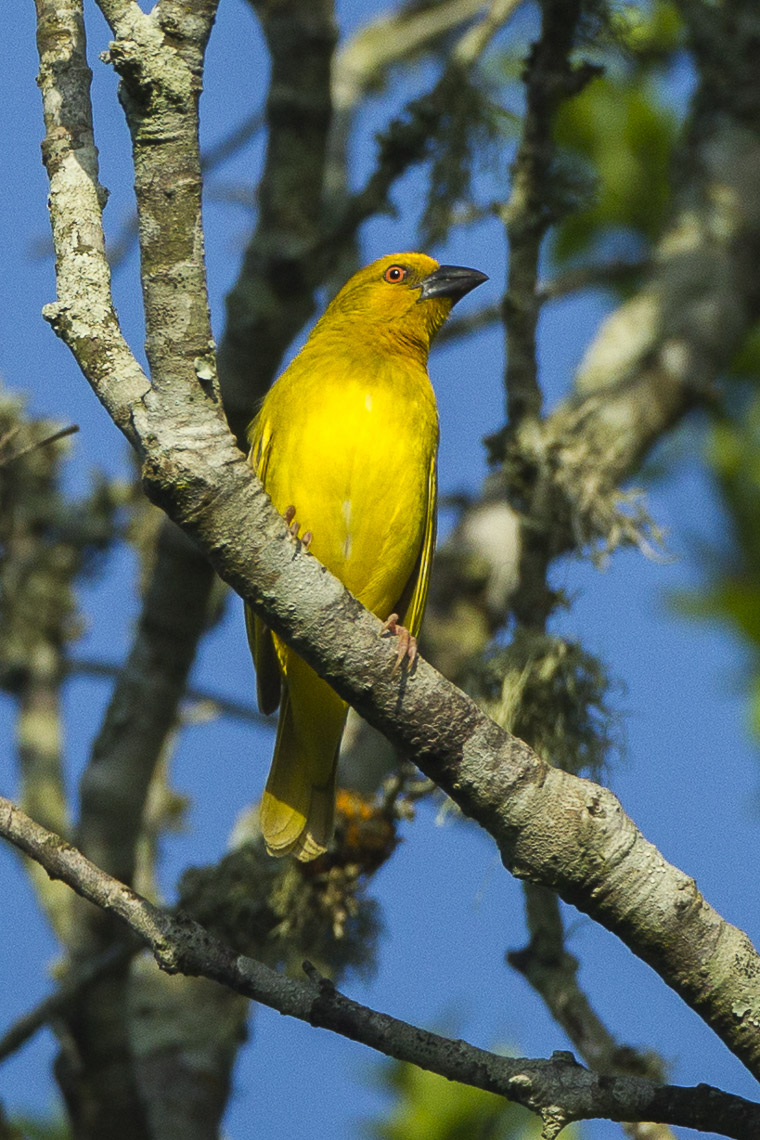
Золотий ткачик

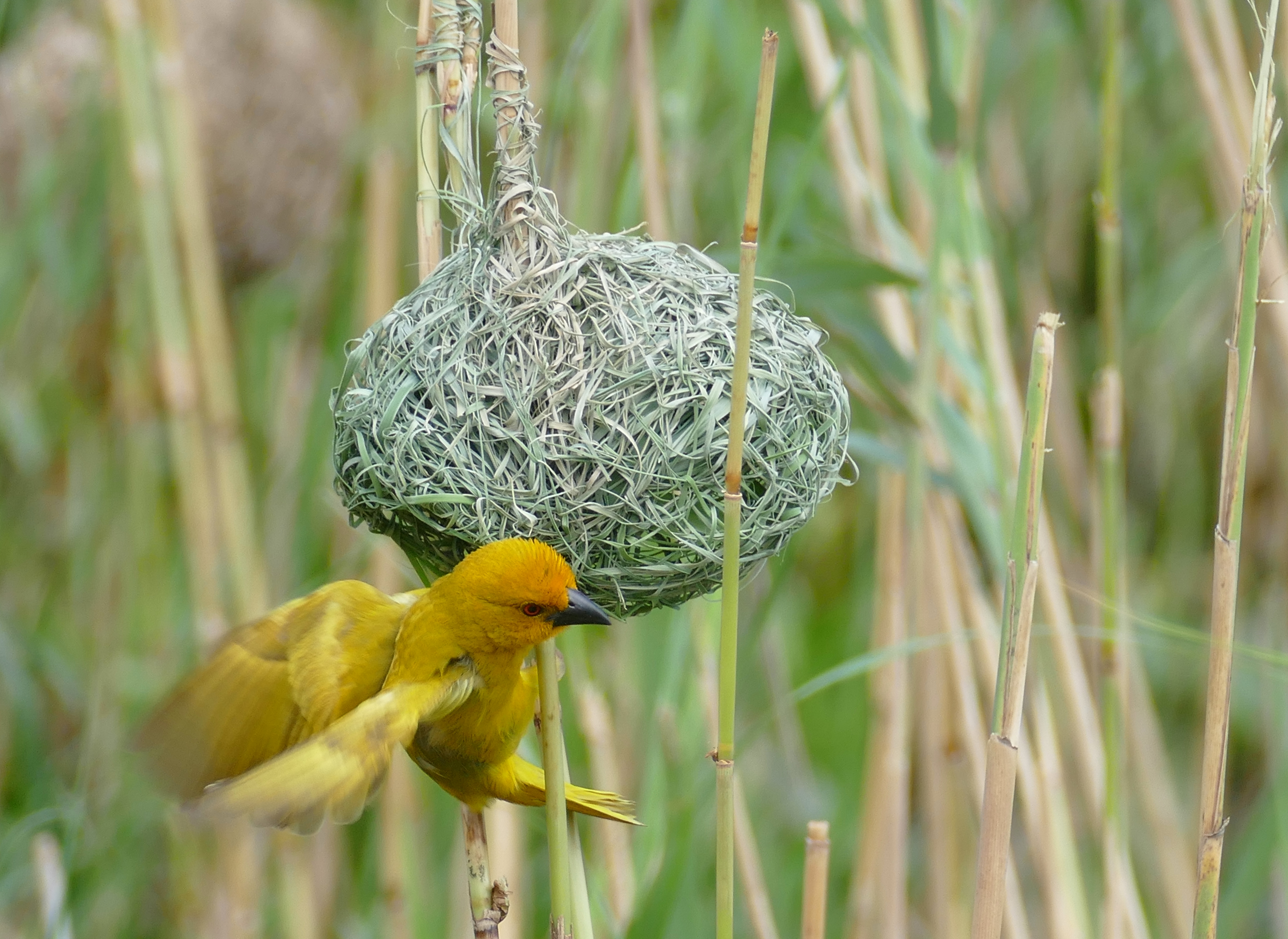
Золотий ткачик біля гнізда

Тка́чик золотий (Ploceus subaureus) — вид горобцеподібних птахів ткачикових (Ploceidae). Мешкає в Центральній Африці.

## Опис
Довжина птаха становить 15 см, самці важать 30-39 г, самиці 22-31 г. У самців під час сезону розмноження верхня частина тіла зеленувато-жовта, голова і нижня частина тіла золотисто-жовті, обличчя іржасте, очі червоні. у негніздовий період голова самців набуває оливкового забарвлення. Самиця має переважно жовтувато-оливкове забарвлення, верхня частина тіла у них поцяткована жовтими смугами, груди жовті, решта нижньої частини тіла білувата.

## Підвиди
Виділяють два підвиди:
- P. s. aureoflavus Smith, A, 1839 — Кенія, Танзанія, зокрема на острові Занзібар, Малаві, Мозамбік;
- P. s. subaureus Smith, A, 1839 — південь Мозамбіку, схід і південь ПАР.

## Поширення і екологія
Золоті ткачики мешкають в Сомалі, Кенії, Танзанії, Малаві, Мозамбіку, Південно-Африканській Республіці і Есватіні. Вони живуть на сухих і вологих луках, зокрема на заплавних. Зустрічаються на висоті до 1300 м над рівнем моря. Живляться переважно насінням, а також комахами, зокрема термітами. Золоті ткачики є полігамними, на одного самця припадає кілька самиць. Вони гніздяться колоніями. Сезон розмноження в Малаві триває з жовтня по лютий, в ПАР з вересня по лютий.